# Сесто (Болцано)
Сесто (итал. Sesto) је насеље у Италији у округу Болцано, региону Трентино-Јужни Тирол.
Према процени из 2011. у насељу је живело 902 становника. Насеље се налази на надморској висини од 1309 м.

## Становништво
Према резултатима пописа становништва 2011. у општини је живело 1.937 становника.
| 1931. | 1936. | 1951. | 1961. | 1971. | 1981. | 1991. | 2001. | 2011. |
| ----- | ----- | ----- | ----- | ----- | ----- | ----- | ----- | ----- |
| 1.489 | 1.575 | 1.436 | 1.615 | 1.740 | 1.783 | 1.829 | 1.906 | 1.937 |